# Mots Chasma
Mots Chasma is een kloof op de planeet Venus. Mots Chasma werd in 1985 genoemd naar Mots, godin van de maan in de cultuur van de Avaren.
De kloof heeft een lengte van 464 kilometer en bevindt zich in het quadrangle Fortuna Tessera (V-2).